# Rayachoti
Rayachoti är en stad i den indiska delstaten Andhra Pradesh, och tillhör distriktet Y.S.R.. Folkmängden uppgick till 91 234 invånare vid folkräkningen 2011, med förorter 98 299 invånare.